# Zosteropidae
Famille
Les Zosteropidae (ou zostéropidés en français) sont une famille de passereaux.

## Position systématique
À la suite d'importantes études phylogéniques sur les espèces placées dans la famille « fourre-tout » des Timaliidae, dans laquelle étaient placées des espèces de parentés incertaines, Gelang et al. (2009) ont identifié le clade des Zosteropidae. Contrairement à ce qu'on pensait jusque-là, les Zosteropidae n'étaient pas en dehors du complexe des Timaliidae, mais clairement à l'intérieur. La famille a donc dû être redéfinie (AOU 2010).

## Étymologie
Du grec ancien zoster signifiant ceinture et ops signifiant œil. Presque tous les oiseaux de cette famille possèdent un cercle blanc autour des yeux.

## Liste alphabétique des genres
Selon la classification de référence du Congrès ornithologique international (version 14.2, 2024) :
- genre Apalopteron Bonaparte, 1854 (1 espèce)
- genre Cleptornis Oustalet, 1889 (1 espèce)
- genre Dasycrotapha Tweeddale, 1878 (3 espèces)
- genre Heleia Hartlaub, 1865 (10 espèces)
- genre Megazosterops Stresemann, 1930 (1 espèce)
- genre Parayuhina (Verreaux, 1869) (1 espèce)
- genre Rukia Momiyama, 1922 (2 espèces)
- genre Staphida Swinhoe, 1871 (3 espèces)
- genre Sterrhoptilus Oberholser, 1918 (4 espèces)
- genre Tephrozosterops Stresemann, 1931 (1 espèce)
- genre Yuhina Hodgson, 1836 (7 espèces)
- genre Zosterops Vigors & Horsfield, 1827 (113 espèces dont trois éteintes)
- genre Zosterornis Ogilvie-Grant, 1894 (5 espèces)

Alors que des versions précédentes ajoutaient les genres :
- Speirops et Woodfordia (qui ont été intégrés dans Zosterops), Oculocincta et Chlorocharis.

## Liste des espèces
D'après la classification de référence (version 5.2, 2015) du Congrès ornithologique international (ordre phylogénique) :
Parmi celles-ci, trois espèces sont éteintes :
- †Zosterops strenuus – Zostérops robuste
- †Zosterops albogularis – Zostérops à poitrine blanche
- †Zosterops semiflavus – (?)